# Лудяни
Лудя́ни (рос. Лудяны) — присілок в Ігринському районі Удмуртії, Росія.

## Населення
Населення — 10 осіб (2010; 34 в 2002).
Національний склад станом на 2002 рік:
- росіяни — 71 %
- удмурти — 29 %

## Урбаноніми[3]
- вулиці — Ключова, Лучна